# Epidurolisi
La epidurolisi (o peridurolisi) è una tecnica chirurgica mininvasiva  utilizzata per lisi delle aderenze epidurali.
È una tecnica antalgica che consiste nella somministrazione di un composto, chiamato «miscela di Racz», nello spazio epidurale.
Le sostanze che lo compongono sono farmaci, di solito ialuronidasi a cui vengono uniti cortisonici a lento rilascio ed anestetici locali. Le ialuronidasi hanno attività proteolitica e permettono di scindere i tessuti fibrosi che limitano lo scorrimento delle radici nervose compresse o legate; la causa di ciò possono essere un pregresso intervento chirurgico sul rachide,  processi traumatici, o aderenze causate da processi di natura infiammatoria o degenerativa della colonna vertebrale.
Le aderenze a livello del rachide molto spesso tendono a stirare o comprimere la radice nervosa. Ciò instaura un processo algogeno, molto spesso causa del dolore radicolare. Attraverso una sonda introdotta attraverso il coccige, si inietta la miscela, che scinde i tessuti fibrosi e libera le radici nervose che, libere di scorrere, non trasmetto più informazioni dolorose.